# Christian Olsen (løber)
 Der er flere personer med dette navn, se Christian Olsen (flertydig).
Christian Olsen (født 1974) dansk langdistanceløber som løber for Sparta Atletik og tidligere for Aarhus 1900. Han er uddannet fysioterapeut.

## Internationale ungdomsmesterskaber
- 2003 NM  Bronze 10000 meter 29.45,30

## Personlige Rekorder
- 800 meter: 1,59,6 (1992)
- 1500 meter: 3,49,83 (1998)
- 3000 meter: 8.03,12 (2000)
- 5000 meter: 13.52,22 (2003)
- 10000 meter: 28.48,54 (2005)
- 7,532 km: (Dansk mil) 21,54
- 10 km landevej: 28,46 (2003)
- 15 km landevej: 44,57 (2002)
- Halvmaraton: 1.03,35 (2005)
- Eremitageløbet: 39,24 (2002)